# Districtul Hammam Righa
Hammam Righa este un district din provincia Aïn Defla, Algeria.